# La sonata a Kreutzer

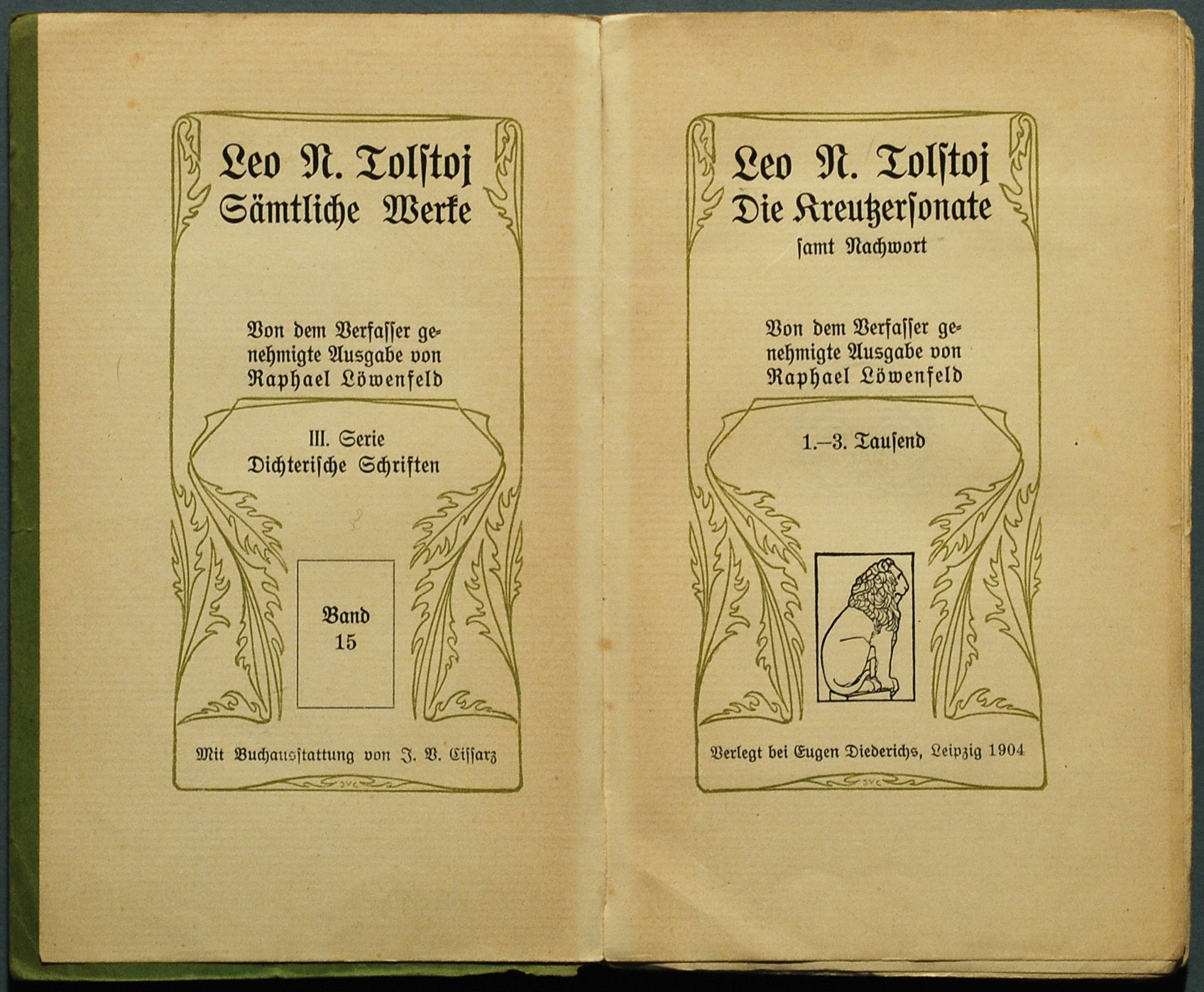
Edición alemana de 1904

La sonata a Kreutzer (Крейцерова сонаtа, [Kréitzerova Sonata]) es una novela corta de León Tolstói, que toma su título de la composición homónima para violín y piano de Ludwig van Beethoven dedicada a Rodolphe Kreutzer.
La obra de Tolstói se publicó en 1889 y fue censurada al poco tiempo por las autoridades rusas. Esta obra constituye un alegato sobre el ideal de la abstinencia sexual y un tratado exhaustivo en primera persona acerca del sentimiento de los celos. En la novela reverberan los celos que experimentó Tolstói por el encaprichamiento de su mujer Sofía Behrs con el compositor Serguéi Tanéyev y su música.
En la novela, el protagonista, Pózdnyshev, refiere los acontecimientos que provocaron que él diera muerte a su esposa, y en su exposición alega que la causa fundamental de esa muerte de su esposa fue el amor carnal y desenfrenado que acostumbra a regir las relaciones sexuales.

## Resumen
Durante un viaje en tren, Pózdnyshev escucha una conversación que unos pasajeros mantienen cerca de él, en que tratan temas como el amor, el divorcio y el matrimonio. Una mujer defiende que el matrimonio no debe ser organizado previamente, sino estar basado en el amor verdadero. Ante esto, Pózdnyshev se pregunta: "¿Qué es el amor?" y señala que, si se entiende amor por una preferencia (sea cual sea la causa) por una persona, a menudo es pasajero. El protagonista piensa que el matrimonio es un convenio que establece que dos personas deben permanecer juntas hasta la muerte, pero sostiene que el amor inicial pronto puede convertirse en odio.
Después de conocer a su esposa y casarse con ella, los altibajos se sucedían: los períodos de amor desenfrenado y las disputas domésticas se alternaban periódicamente. Su mujer tuvo varios hijos, y sobre esto hablará Pózdnyshev: "La última carga de nuestra vida de cerdos (nuestros hijos) nos arrastró bien lejos; la vida se volvió más dura que nunca." Su mujer empieza a verse con un violinista, con el que suele tocar la Sonata a Kreutzer, de Beethoven, Sonata N º 9 en La mayor para violín y piano, op. 47 (de ahí el título del libro). Pózdnyshev menciona que la música puede ser capaz de hacer cambiar el estado de una persona a otro que nada tiene que ver con su carácter natural. Intentando reprimir sus celos y la furia que sentía debido a esta situación, se va de viaje un tiempo. Cuando retorna del viaje y encuentra a su mujer y al violinista juntos, desata su ira contenida y mata a su mujer clavándole un puñal. El violinista escapa. En palabras del protagonista: "Quise correr tras él, pero estaba en calcetines. No podía correr tras él en esas circunstancias; mi intención era parecer furioso, no ridículo."
Tras ser absuelto, alegando en su defensa la infidelidad que su mujer mantenía con el violinista, paseaba Pózdnyshev por los andenes y vagaba de tren en tren, buscando el perdón en los demás pasajeros.

## Censura
Aunque al poco de publicarse esta obra fue censurada en Rusia, las copias mimeografiadas circularon y se distribuyeron por la población. En 1890, la oficina de Correos de Estados Unidos prohibió el envío de periódicos que contuvieran fragmentos de la obra. Esta sentencia fue ratificada por el fiscal general de los Estados Unidos ese mismo año. En palabras del propio Theodore Roosevelt, Tolstói era "un pervertido sexual y un desvirtuador de la moral."

## Epílogo
En el epílogo de La Sonata a Kreutzer, publicado en 1890, (un año después de la publicación de la obra) Tolstói hace explícita la intención de la obra, escribiendo:

Debemos abandonar el pensamiento de que el amor carnal es algo sublime y entender que el objetivo digno de un hombre -servir a la humanidad, a su país, a la ciencia o al arte (sin hablar ya del servicio a Dios), cualquiera que sea con tal de que lo consideremos digno de un hombre- no se alcanza mediante la unión con el objeto de amor dentro del matrimonio o fuera de él, sino que, al contrario, el enamoramiento y la unión con el objeto de amor (por más que se intente probar lo contrario en poesía y prosa) jamás facilita el camino hacia el objetivo digno de un hombre y siempre lo dificulta.
León Tolstói

Expone a debate la abstinencia generalizada y opina que este hecho llevaría la extinción de la raza humana. Tolstói describe la castidad como un ideal que proporciona orientación, no como una regla firme e inamovible. Desde una postura totalmente religiosa que ya explicó en su Confesión, (1882) señala que fue la Iglesia, y no Cristo, quien instituyó el sacramento del matrimonio. El ideal cristiano es el amor a Dios y al prójimo, la abnegación, a fin de servir a Dios y también al prójimo. El amor carnal y el matrimonio, según Tolstói, son un obstáculo al servicio a Dios y a los hombres.

## Adaptaciones

### Teatro
Esta novela fue adaptada al teatro por el dramaturgo estadounidense Langdon Mitchell y fue estrenada en Broadway el 10 de septiembre de 1906. En el año 2007, en Wellington (Nueva Zelanda) se estrenó una obra teatral llamada "El Kreutzer", que combina danza, música, teatro y proyecciones con ambas piezas de música (Beethoven y Janáček) interpretadas en vivo. La adaptación, dirección y coreografía corrió a cargo de Sara Brodie. Una nueva edición de este espectáculo fue presentada en marzo de 2009 en el Festival de Auckland.

### Filmes

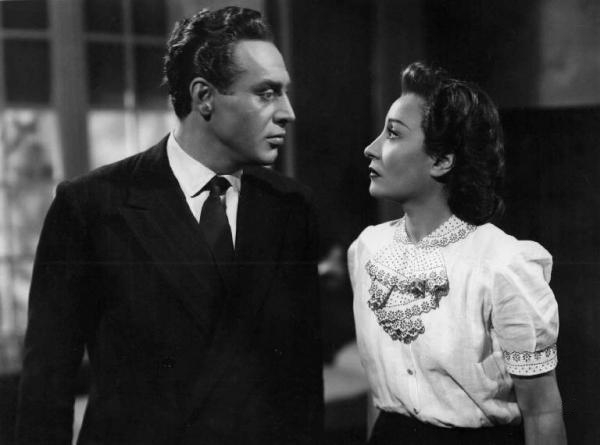
Roldano Lupi y Clara Calamai en un fotograma de Amanti senza amore.

- La sonata a Kreutzer (1911, Rusia), dirigida por Piotr Chardynin.
- La sonata a Kreutzer (1914, Rusia), dirigida por Vladímir Gardin.
- La sonata a Kreutzer (1915, EE. UU.), dirigida por Herbert Brenon.
- Kreutzerova sonáta (1927, Checoslovaquia), dirigida por Gustav Machatý.
- Kreutzersonate (1937, Alemania), dirigida por Veit Harlan.
- Celos (1946, Argentina), dirigida por Mario Soficci.
- Amanti senza amore (1948, Italia), dirigida por Gianni Franciolini.
- Locura pasional (1956, México), dirigida por Tulio Demicheli.
- La sonate à Kreutzer (1956, Francia), dirigida por Éric Rohmer.
- La sonata a Kreutzer (1987, URSS), dirigida por Mijaíl Schweitzer.
- Quale amore (2006, Italia), dirigida por Maurizio Sciarra.
- La sonata Kreutzer (2008, UK), dirigida por Bernard Rose. Intérprete: Elisabeth Röhm.
- Sonata Kreutzer (año 2020, MX), dirigida por Josué Yasser Molina Loyola. Intérprete: Mariana Ceja.

### Música
La novela, inspirada en la música de Beethoven, a su vez dio lugar al primer cuarteto de cuerda de Leoš Janáček.

### Pintura
La novela también inspiró la pintura de René François Xavier Prinet, "Sonata a Kreutzer" (1901), que muestra un apasionado beso entre el violinista y la pianista. El cuadro fue utilizado durante años en los anuncios de perfume Tabu.

### Ballet
El Carolina Ballet, con coreografía original de Robert Weiss y acompañado por la música de Beethoven, Janacek, y J. Mark Scearce, hizo su primera interpretación de La Sonata a Kreutzer en el año 2000. Cuenta con una producción innovadora que combina danza y teatro, con un narrador que cuenta la historia y los fragmentos del baile relacionados con la obra.